# Hendek
Hendek este un oraș din Turcia.